# Hollandia az 1972. évi téli olimpiai játékokon
Hollandia a japán Szapporóban megrendezett 1972. évi téli olimpiai játékok egyik részt vevő nemzete volt. Az országot az olimpián 2 sportágban 11 sportoló képviselte, akik összesen 9 érmet szereztek.

## Érmesek
| Érem  | Versenyző            | Sportág        | Versenyszám    |
| ----- | -------------------- | -------------- | -------------- |
| Arany | Ard Schenk           | Gyorskorcsolya | Férfi 1500 m   |
| Arany | Ard Schenk           | Gyorskorcsolya | Férfi 5000 m   |
| Arany | Ard Schenk           | Gyorskorcsolya | Férfi 10 000 m |
| Arany | Stien Baas-Kaiser    | Gyorskorcsolya | Női 3000 m     |
| Ezüst | Kees Verkerk         | Gyorskorcsolya | Férfi 10 000 m |
| Ezüst | Atje Keulen-Deelstra | Gyorskorcsolya | Női 1000 m     |
| Ezüst | Stien Baas-Kaiser    | Gyorskorcsolya | Női 1500 m     |
| Bronz | Atje Keulen-Deelstra | Gyorskorcsolya | Női 1500 m     |
| Bronz | Atje Keulen-Deelstra | Gyorskorcsolya | Női 3000 m     |

## Gyorskorcsolya
Férfi
| Versenyző       | Versenyszám | Eredmény | Helyezés |
| --------------- | ----------- | -------- | -------- |
| Jan Bols        | 1500 m      | 2:06,58  | 5.       |
| Jan Bols        | 5000 m      | 7:39,40  | 8.       |
| Jan Bols        | 10 000 m    | 15:17,99 | 4.       |
| Jappie van Dijk | 500 m       | 43,04    | 32.      |
| Ard Schenk      | 500 m       | 43,40    | 34.      |
| Ard Schenk      | 1500 m      | 2:02,96  |          |
| Ard Schenk      | 5000 m      | 7:23,61  |          |
| Ard Schenk      | 10 000 m    | 15:01,35 |          |
| Eddy Verheijen  | 500 m       | 42,67    | 25.*     |
| Eddy Verheijen  | 1500 m      | 2:10,96  | 19.      |
| Kees Verkerk    | 1500 m      | 2:07,43  | 8.       |
| Kees Verkerk    | 5000 m      | 7:39,17  | 6.       |
| Kees Verkerk    | 10 000 m    | 15:04,70 |          |

Női
| Versenyző            | Versenyszám | Eredmény | Helyezés |
| -------------------- | ----------- | -------- | -------- |
| Stien Baas-Kaiser    | 1500 m      | 2:21,05  |          |
| Stien Baas-Kaiser    | 3000 m      | 4:52,14  |          |
| Ellie van den Brom   | 500 m       | 45,62    | 10.      |
| Ellie van den Brom   | 1000 m      | 1:32,60  | 7.       |
| Ellie van den Brom   | 1500 m      | 2:22,27  | 4.       |
| Atje Keulen-Deelstra | 500 m       | 44,89    | 6.       |
| Atje Keulen-Deelstra | 1000 m      | 1:31,61  |          |
| Atje Keulen-Deelstra | 1500 m      | 2:22,05  |          |
| Atje Keulen-Deelstra | 3000 m      | 4:59,91  |          |
| Trijnie Rep          | 500 m       | 46,60    | 20.      |
| Trijnie Rep          | 1000 m      | 1:35,82  | 24.      |
| Sippie Tigchelaar    | 3000 m      | 5:01,67  | 4.       |

* - egy másik versenyzővel azonos eredményt ért el

## Műkorcsolya
| Versenyző       | Versenyszám | Kötelező elemek   | Kötelező elemek | Kűr               | Kűr   | Összesítés                     | Összesítés                     | Összesítés                     | Összesítés                     | Összesítés                     | Összesítés                     | Összesítés                     | Összesítés                     | Összesítés                     | Összesítés        | Összesítés        | Összesítés  | Összesítés | Összesítés |
| Versenyző       | Versenyszám | Kötelező elemek   | Kötelező elemek | Kűr               | Kűr   | Helyezési pontszámok bírónként | Helyezési pontszámok bírónként | Helyezési pontszámok bírónként | Helyezési pontszámok bírónként | Helyezési pontszámok bírónként | Helyezési pontszámok bírónként | Helyezési pontszámok bírónként | Helyezési pontszámok bírónként | Helyezési pontszámok bírónként | Több. hely. száma | Több. hely. össz. | Hely. össz. | Pont       | Helyezés   |
| Versenyző       | Versenyszám | Több. hely. száma | Hely.           | Több. hely. száma | Hely. | 1                              | 2                              | 3                              | 4                              | 5                              | 6                              | 7                              | 8                              | 9                              | Több. hely. száma | Több. hely. össz. | Hely. össz. | Pont       | Helyezés   |
| --------------- | ----------- | ----------------- | --------------- | ----------------- | ----- | ------------------------------ | ------------------------------ | ------------------------------ | ------------------------------ | ------------------------------ | ------------------------------ | ------------------------------ | ------------------------------ | ------------------------------ | ----------------- | ----------------- | ----------- | ---------- | ---------- |
| Dianne de Leeuw | Női egyéni  | 7×15+             | 15.             | 7×17+             | 16.   | 14,0                           | 16,0                           | 15,0                           | 16,0                           | 17,0                           | 17,0                           | 15,0                           | 18,0                           | 15,0                           | 6×16+             | 91,0              | 143,0       | 2298,7     | 16.        |